# Target (Allier)
Target település Franciaországban, Allier megyében. Lakosainak száma 247 fő (2022. január 1.). Target Blomard, Chirat-l’Église, Monestier, Saint-Marcel-en-Murat, Vernusse és Voussac községekkel határos.

## Népesség
A település népessége az elmúlt években az alábbi módon változott:
| Lakosok száma | 401  | 270  | 264  | 254  | 275  | 259  | 254  | 254  | 254  | 247  |
|               | 1968 | 1982 | 1990 | 2006 | 2013 | 2015 | 2017 | 2019 | 2020 | 2022 |